# La Celle, Cher

La Celle este o comună în departamentul Cher, Franța. În 1 ianuarie 2022 avea o populație de 329 de locuitori.